# أوميجا (تخ)
أوميجا (Omega) هو امتداد لنظام صف الحروف تخ يضيف دعم يونيكود إليه. طوّره أوميجا (تخ) وYannis Haralambous بعد أن تم تجميد تطوير تخ في 1991، بغرض إضافة دعم تعدد اللغات. يتضمن ترميز خطوط جديد لتخ من 16 بتة، بالإضافة إلى خطوط جديدة (omlgc وomah) تغطي طيفا أوسع من الأبجديات.
في 2004 أثناء مؤتمر مجموعة مستخدمي تخ أعلن Plaice عن خطته للانفصال بمشروع جديد (لم يظهر للعموم بعد) بينما سيستمر Haralambous في العمل على أوميجا الأصلي.
حزمة لاتخ التي تعمل مع أويجا تسمى لامبدا (lambda).

## ألف ولُواتخ
بالرغم من أن المشروع بدا واعدا في البداية إلا أن التطوير تباطأ ووظيفية النظام لم تكن مستقرة. بدأ مشروع مستقل بهدف استقرار الكود ودمجه مع وظيفية إ-تخ (e-TeX)، عرف باسم ألف (Aleph) وقاده Giuseppe Bilotta.
لاتك مع ألف يسمى لامد (Lamed).
ألف نفسه توقف تطويره، لكن أغلب خصائصه تم دمجها في مشروع لُواتخ (LuaTeX)، مشروع جديد مولته في البداية جامعة ولاية كلورادو (عبر مشروع تخ الشرقي بواسطة إدريس سماوي حامد) ومجموعة مستخدمي تخ الموجه للغة الهولندية. بدأ لواتخ في 2006 وأصدر أول بيتا في صيف 2007. سيخلف لواتخ كلا من ألف وبي‌دي‌إف‌تخ (pdfTeX)، ويستخدم لوا كلغة برمجة مدمجة خفيفة. يطوره Taco Hoekwater بشكل أساسي.

## وصلات خارجية
- قائمة أويجا البريدية